# Barta Ernő
Barta Ernő, született Braun Ernő (Székesfehérvár, 1878. február 14. – Budapest, 1956. október 6.) magyar festő és grafikus.

## Életpályája
Braun Ignác és Neumann Eszter fia. A budapesti Iparművészeti Iskolában 1894-1899-ig végezte a díszítőfestő szakot, majd Münchenben Anton Ažbe és Hugo Wolf magániskolájába járt 1903-ig. Itt néhány művét (Táncosnő, Júdás) 1901-ben és 1902-ben ki is állította. 1900-ban bekapcsolódott a müncheni szecesszió mozgalmába. 1903-tól Budapesten élt. Részt vett a szolnoki művésztelep munkájában, majd 1907-től 1912-ig Berlinben és Drezdában tartózkodott ösztöndíjjal. 
1912-től Budapesten sokszorosító grafikáival és plakátjaival vált ismertté, 1916-ban pedig önálló grafikai műtermet nyitott Budapesten. ,,Dolgozzatok" címmel a Tanácsköztársaság idején egy hatásos plakátot készített. Első világháborús élményeit az ,,Elnémult csataterek" című litográfia sorozatban (1915), a második világháborút a ,,Dance Macabre" c. grafikai mappában dolgozta fel (1945-1946 között). 1932-től számos csoportos grafikai kiállítást szervezett Dániában és Svédországban. 1938-1939-ben Hollandiában élt, és a kultúrkapcsolatok terén kifejtett tevékenységéért az Oránia-Nassau renddel tüntették ki. 

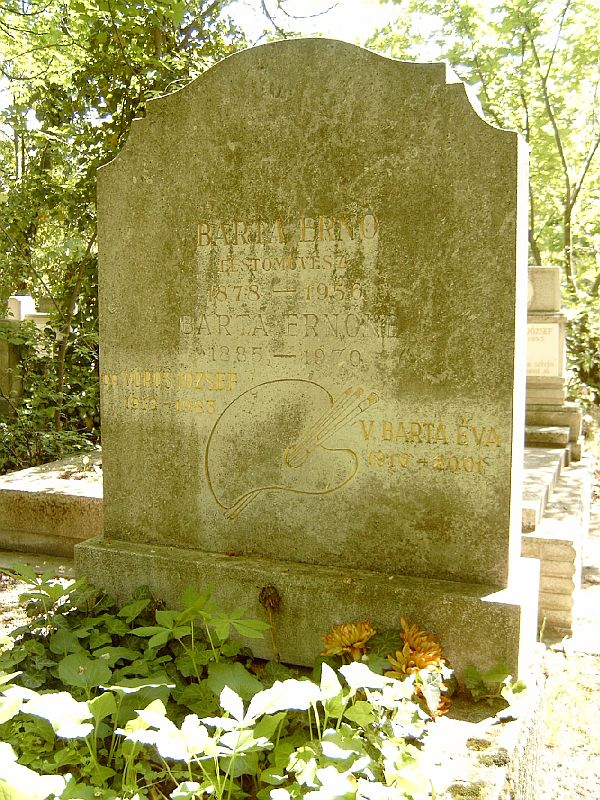
Barta Ernő sírja Budapesten. Új köztemető: 20-1

Élete utolsó évtizedében tájpasztelleket készített Sárospatakon. Különösen a tónusos szén- és krétarajzban, s a litográfiában érvényesülnek finom, kissé stilizált naturalizmusának erényei. Kedvelte a zsánerjelenet műfaját, közel álltak hozzá a városi és falusi szegénység életének motívumai, melyeket visszafogott, melankolikus atmoszférával örökített meg. Az 1940-es években vallásos tartalmú műveket illusztrált. 
1948-ban a Szalmássy Galériában, majd 1949-ben a Fészekben volt kollektív kiállítása. Műveit részletező naturalizmus jellemzi. A Magyar Nemzeti Galéria főként rézkarcait és litográfiáit őrzi.
Felesége Csörsz (szül.: Goldberger) Ella volt, akivel 1906. július 15-én Budapesten, a Terézvárosban kötött házasságot.

## Művei

### Grafikai sorozatai és albumai
- 1915: Elnémult csataterek
- 1925: Kenyér (litográfia)
- 1927: Magyar életképek, Magyar táncok
- 1928: Budapest (rézkarc)
- 1930 k.: Aquincum (rézkarc)
- 1945: Pastorale
- 1945-1946: Dance Macabre

## Elismerései
- Grafikai nagydíj a Nemzeti Szalon kiállításán, 1904
- A Milánói Világkiállítás ezüstérme, 1906
- A San Franciscó-i nemzetközi kiállítás ezüstérme, 1914
- Oránia-Nassau Rend (kultúrkapcsolatok terén végzett munkájáért), 1939

## Kiállításai

### Egyéni kiállításai
- 1912 • Könyves Kálmán Szalon
- 1945 • Illusztrációk Beethoven VI. szimfóniájához, Fészek Klub, Budapest
- 1948 • Szalmássy Galéria (lányával, Barta Évával)
- 1955 • Fényes Adolf Terem, Budapest (kat., Zádor István előszavával)
- 1978 • emlékkiállítása, Magyar Nemzeti Galéria, Budapest

### Válogatott csoportos kiállításai
- 1900 • Secession, München
- 1901 • Téli Kiállítás, Nemzeti Szalon, Budapest
- 1903 • Vízfestmény, rajz és metszet, Nemzeti Szalon, Budapest
- 1904 • Grafikai kiállítás, Nemzeti Szalon, Budapest
- 1916 • Magyar Akvarellisták és Pasztellfestők Egyesülete V. kiállítása, Nemzeti Szalon, Budapest
- 1922 • Téli Tárlat, Műcsarnok, Budapest
- 1929 • Paál László Társaság III. kiállítása, Nemzeti Szalon, Budapest
- 1931 • Magyar újságrajzoló művészek kiállítása, Nemzeti Szalon, Budapest
- 1947 • A Művészház XXXII. kiállítása.